# Stożkogłowi
Stożkogłowi (ang. Coneheads) – amerykański film komediowy z gatunku science fiction z 1993 roku, napisany przez Toma Davisa, Dana Aykroyda, Bonnie i Terry'ego Turnerów oraz wyreżyserowany przez irlandzkiego reżysera Steve'a Barrona. Wyprodukowany przez Paramount Pictures.
Premiera filmu miała miejsce 23 lipca 1993 roku w Stanach Zjednoczonych.

## Opis fabuły
Statek kosmiczny z planety Remulak spada do East River. Po chwili wyłaniają się z wody dwie postacie, Beldar (Dan Aykroyd) i Prymaat (Jane Curtin), małżeństwo stożkogłowych kosmitów. Wynajmują pokój w małym motelu. Beldar nawiązuje kontakt radiowy z Remulakiem. Dowiaduje się, że przylot ekspedycji ratunkowej jest możliwy za osiemnaście lat.

## Obsada
- Dan Aykroyd jako Beldar Conehead / Donald R. DeCicco
- Jane Curtin jako Prymaat Conehead / Mary Margaret Rowney
- Michelle Burke jako Connie Conehead
- Michael McKean jako agent INS Gorman Seedling
- David Spade jako Eli Turnbull, asystent Seedlinga
- Chris Farley jako Ronnie Bradford, chłopak Connie
- Sinbad jako Otto
- Phil Hartman jako Marlax
- Adam Sandler jako Carmine Weiner
- Jason Alexander jako Larry Farber
- Lisa Jane Persky jako Lisa Farber

i inni